# Kövi torzpók
A kövi torzpók (Atypus muralis) a négytüdős pókok (Mygalomorphae) alrendjének torzpókfélék (Atypidae) családjába, az Atypus (torzpók) nembe tartozó pókfaj. A Magyarországon előforduló három torzpókfaj közül itt a legritkább faj, a Villányi- és a Budai-hegység sziklagyepeiben és karsztbokorerdeiben található meg. Magyarországon védett állat, természetvédelmi értéke 2000 Ft.
Gyakran fordul elő a két másik magyarországi Atypus-fajjal együtt, és igen hasonlít is hozzájuk: a hímek koromfeketék, méretük a csáprágók nélkül 7–10 mm, a nőstények és a fiatal példányok sötétbarnák, a nőstények mérete csáprágók nélkül 10–15 mm. A hátsó fonószemölcs alapján lehet megkülönböztetni tőlük: a kövi torzpóknál ez négyes tagolású, míg a tölgyestorzpóknál hármas, a szurkos torzpók esetében pedig felülről hármas, alulról vagy oldalról négyes tagoltságot mutat.
Az Atypus-fajok függőleges tárnákat ásnak, akár fél méter mélyre is. Ezt sűrűn szövött lakócsővel bélelik, ami a talajszintre érve a talaj felszínével párhuzamosan futó zárt folyosóként folytatódik. Ez a harisnyaszerű hálódarab a vadászatban segíti; a lakócsőhöz érő ízeltlábúra a háló rezgései felhívják a pók figyelmét, a prédát a hálón keresztül megszúrja, majd a hálót elvágva a lakócsőbe húzza azt. A maradványokat és a levedlett bőrt az ilyenkor átmenetileg felnyitott cső végén pakolja ki.